# Сборная Украины по футболу (до 18 лет)
Юношеская сборная Украины по футболу до 18 лет — команда, в составе которой могут выступать футболисты Украины не старше 18 лет. Собирается под руководством Украинской ассоциации футбола. До 2001 года сборная выступала на европейских юношеских первенствах в своей возрастной категорий, после чего возрастную планку сменили и команда стала выполнять роль связующего звена между сборными U-17 и U-19.

## Состав
Согласно данным Федерации футбола Украины.
| Имя                  | Дата рождения            | Клуб            | Игр (голов) |
| Вратари              | Вратари                  | Вратари         | Вратари     |
| -------------------- | ------------------------ | --------------- | ----------- |
| Маркиян Бакус        | 20 января 2006 (19 лет)  | Рух             |             |
| Вячеслав Суркис      | 27 февраля 2006 (19 лет) | Заря            |             |
| Защитники            |                          |                 |             |
| Максим Коробов       | 6 марта 2006 (19 лет)    | Динамо (Киев)   |             |
| Денис Дикий          | 4 сентября 2006 (18 лет) | Динамо (Киев)   |             |
| Владислав Шершень    | 13 января 2006 (19 лет)  | Колос           |             |
| Николай Киричок      | 16 мая 2006 (18 лет)     | Минай           |             |
| Даниель Вернаттус    | 9 февраля 2006 (19 лет)  | Металлист       |             |
| Данила Гаража        | 2 февраля 2006 (19 лет)  | Днепр-1         |             |
| Александр Гавриленко | 22 августа 2006 (18 лет) | РБ Лейпциг      |             |
| Полузащитники        |                          |                 |             |
| Данила Ищенко        | 14 мая 2006 (18 лет)     | Динамо (Киев)   |             |
| Кирилл Осипенко      | 19 января 2006 (19 лет)  | Динамо (Киев)   |             |
| Владислав Калин      | 14 апреля 2006 (18 лет)  | Динамо (Киев)   |             |
| Геннадий Синчук      | 10 июля 2006 (18 лет)    | Металлист       |             |
| Егор Абрамов         | 6 марта 2006 (19 лет)    | Металлист       |             |
| Данила Хан           | 17 февраля 2006 (19 лет) | Днепр-1         |             |
| Виктор Цуканов       | 4 февраля 2006 (19 лет)  | Шахтер (Донецк) |             |
| Богдан Будко         | 7 января 2006 (19 лет)   | АЗ              |             |
| Нападающие           |                          |                 |             |
| Виталий Лобко        | 11 августа 2006 (18 лет) | Динамо (Киев)   |             |
| Матвей Пономаренко   | 11 января 2006 (19 лет)  | Динамо (Киев)   |             |
| Денис Жданов         | 12 апреля 2006 (18 лет)  | Днепр-1         |             |

## Достижения
- Вице-чемпионы Европы: 2000 (главный тренер — Анатолий Крощенко) — первый финал в истории национального футбола Украины.
- Участник юношеского чемпионата Европы: 2001 (главный тренер — Валентин Луценко) — 3 место в группе.